# Ellen Dubin
Ellen Dubin, född i Toronto, är en kanadensisk skådespelare.
Dubin har bland annat medverkat i filmerna Tammy and T-Rex och Balls Up samt Cobweb från 2023.

## Filmografi (i urval)
- 1994 – Tammy and the T-Rex
- 1997 – Balls Up
- 2023 – Cobweb